# ブラウン派
ブラウン派（Brownite、ブラウニット）とは、イギリスの政党、イギリス労働党の派閥。

## 概説
政策的、あるいは個人的な人間関係からゴードン・ブラウン元首相（労働党党首）を支持する人々を指す。一般的に、元党首・首相であるトニー・ブレアに批判的な人間が多く、ブレア派の対義語として使われることが多い。
政策的には、ブレア派と共に"ニューレイバー（新しい労働党）"を標榜する集団であり、その意味ではブレア派・ブラウン派は "オールドレイバー"ともいえる労働党左派と対立する。しかし、ブラウン個人の政策信条は、ブレアよりは左派に対して融和的である。
ブラウン首相（当時）は支持率が低下しており、労働党内ではブラウンの退陣を求める「ブラウンおろし」の動きも始まっている。そのため、ブラウン派とブラウンに批判的な議員達との対立が激化している。
尚、日本の自由民主党の派閥の様に、党内に「○○会」といったような正式な集団が存在するわけではなく、あくまでゴードン・ブラウンに近いと見なされている議員を指す。

## 主なブラウン派の議員
- ダグラス・アレクサンダー（w:Douglas Alexander）

ブラウン内閣で国際開発大臣。熱烈なブラウン派で、「ブラウン首相以外に友人がいない」と揶揄される。
- エド・ボールズ（w:Ed Balls）

ブラウン内閣で児童・学校および家庭大臣。2005年に議員になる以前は、財務大臣ブラウンのもとで財務省でアドバイザーを務め、影響力の強さから「副財務相」と呼ばれた。ブラウンの側近中の側近で、参謀的立場。
- アリスター・ダーリング

ブラウン内閣で財務大臣。ブラウンと同じくスコットランド出身。
- イヴェット・クーパー（w:Yvette Cooper）

ブラウン内閣で住宅担当国務大臣。後に異動し、財務省主席担当官。エド・ボールズは夫であり、夫婦そろっての入閣となった。
- ドーン・プリマロロ（w:Dawn Primarolo）

ブラウン内閣では保健大臣（閣外相）。
- ハリエット・ハーマン（w:Harriet Harman）

ブラウン党首のもと、労働党副党首・幹事長を務める忠実なブラウン派。内閣では王璽尚書、庶民院院内総務、女性・平等担当大臣を務める。
- エド・ミリバンド

ブラウン内閣でランカスター公領大臣、内閣府担当国務大臣。尚、外相で兄のデイヴィッド・ミリバンドはブレア派であり、ブラウン首相には批判的。
- ジャック・ストロー

ブラウン内閣で大法官・法務大臣。党首選挙でブラウンの選挙対策を務めた。